# الحركة الوطنية للديمقراطية والتنمية
الحركة الوطنية للديمقراطية والتنمية (بالفرنسية: Mouvement Nationale pour la Démocratie et le Développement)‏ كان حزبا سياسيا يساريا في بنين.

## التاريخ
تأسس الحزب في عام 1990 من قبل بيرتين بورنا، الذي كان يتمتع بشعبية في شمال البلاد. وخاض انتخابات عام 1991 كجزء من تحالف ثلاثي الأحزاب إلى جانب حركة التضامن والاتحاد والتقدم والاتحاد للديمقراطية والتعمير الوطني. وحصلت الأحزاب الثلاثة على 8% من الأصوات وفازت بستة مقاعد من أصل 64 في مجلس الأمة.
انقسم التحالف قبل انتخابات عام 1995، حيث خاضت الحركة الوطنية للديمقراطية الانتخابات وحدها وبقي الحزبان الآخران في تحالف. على الرغم من فوز الحركة الوطنية بمقعد واحد بنسبة 2% من الأصوات، حصل تحالف على 1% فقط من الأصوات وفشل في الفوز بمقعد.